# Tertaal
Een tertaal, tertiaal, triaal, of quadrimester is een van de drie perioden van vier maanden, waarin een jaar wel wordt ingedeeld. Het eerste tertiaal omvat de maanden januari tot en met april, het tweede de maanden mei tot en met augustus en het derde de maanden september tot en met december.
Beide termen 'tert(i)aal en quadrimester gaan terug op het Latijn. Tertaal/tertiaal komt van 'tertius', één derde, en 'quadrimester' van 'quattuor', vier, en 'mensis', maand.
Soms brengt een instelling naast jaarverslagen ook tertaalverslagen of viermaandenverslagen uit (tertaalrapportage). Als het bij tweede van het jaar gaat om cumulatieve informatie tot en met het tweede tertaal spreekt men van het achtmaandenverslag.